# Lise Lense-Møller
Lise Lense-Møller (Copenhague, 31 de outubro de 1957) é uma produtora cinematográfica dinamarquesa. Como reconhecimento, foi nomeado ao Oscar 2010 na categoria de Melhor Documentário em Longa-metragem por Burma VJ.